# 涼茂
涼茂（？—？），字伯方，山陽昌邑人。東漢末官員，任命於丞相曹操之下。

## 生平
涼茂年少已好學，論議時就經常引經典作憑據。曹操後來辟他為司空掾，舉高第，補侍御史。此時，泰山郡多盜賊出沒，涼茂擔位泰山太守後，一個月之間就有一千多家人帶著小孩前來依附。後來涼茂又轉任樂浪太守。當時據守遼東的公孫度擅自扣留涼茂，不讓他上任，但涼茂始終不肯向公孫度屈服。后来公孫度去世，其子公孙康继任辽东太守，有一次向將領和涼茂商議“听闻曹操远征乌丸，我欲派步卒三万，骑万匹，直指邺城，曹军中誰能抵禦我軍！？”將領們皆說可以；但涼茂則說曹操定國安邦，而公孫康若反抗則是反抗漢朝，必會遭到誅殺。將領們聽後都大驚，公孫康亦贊同涼茂的話。
涼茂後來又遷任魏郡太守，甘陵相，所治的州郡都有政績。曹丕任五官中郎將時，涼茂被選為長史，後來遷任左軍師，長史一職為邴原接替。魏國建立後不久遷任尚書僕射，後來又轉任中尉、奉常。曹丕被立為魏國世子後，涼茂任太子太傅，受到尊敬，不久在任內逝世，由太子少傅何夔接替其職。

## 评价
- 陳壽《三国志》：“袁涣、邴原、张范躬履清蹈，进退以道，臣松之以为蹈犹履也，‘躬履清蹈’，近非言乎！盖是贡禹、两龚之匹。凉茂、国渊亦其次也。张承名行亚范，可谓能弟矣。田畴抗节，王脩忠贞，足以矫俗；管宁渊雅高尚，确然不拔；张臶、胡昭阖门守静，不营当世：故并录焉。”
- 王粲《英雄记》：“茂名在八友中。”

## 延伸阅读
[在维基数据编辑]
 《三國志·卷11》，出自陳壽《三國志》